# Kotasaari (ö i Birkaland, Tammerfors, lat 61,52, long 24,72)
Kotasaari är en ö i Finland. Den ligger i sjön Kuhmajärvi och i kommunen Kangasala i den ekonomiska regionen Tammerfors och landskapet Birkaland, i den södra delen av landet, 150 km norr om huvudstaden Helsingfors. Öns area är 4,3 hektar och dess största längd är 390 meter i sydöst-nordvästlig riktning.